# Душан Йованович (футболіст, 2006)
Душан Йованович (серб. Dušan Jovanović / Душан Јовановић; 15 лютого 2006, Смедерево) — сербський футболіст, нападник «Партизана».

## Клубна кар'єра
Йованович почав займатись футболом у Радинці. Пізніше пройшов молодші категорії белградського «Партизана». Під час сезону 2023/24 грав за молодіжну команду цього клубу в Юнацькій лізі УЄФА. У середині жовтня 2023 року підписав трирічний контракт з клубом. На початку грудня того ж року приєднався до основної команди під керівництвом тренера Ігоря Дуляя.
7 грудня 2023 року дебютував у 1/8 фіналу Кубка Сербії проти «Графичара». Він вийшов на поле на 76 хвилині за рахунку 0:1, а через три хвилини зрівняв рахунок з передачі Аранджела Стойковича. Через кілька днів він дебютував у Суперлізі Сербії, вийшовши замість Кристияна Белича на 78-й хвилині з «Радничком» з Ниша.

## Виступи за збірну
Йованович у травні 2021 року дебютував у юнацькій збірній Сербії до 15 років у матчі з однолітками з Боснії та Герцеговини
У серпні 2023 року він отримав запрошення від тренера команди до 18 років Александра Луковича зіграти з однолітками з Італії. У тій зустрічі він вийшов на поле після години гри, а збірна Сербії зазнала поразки з рахунком 0:3.